# Félix-Antoine Duval
Félix-Antoine Duval (* 4. Februar 1992 in Beauceville) ist ein kanadischer Filmschauspieler.

## Leben
Félix-Antoine Duval wurde in Beauceville in der kanadischen Grafschaftsgemeinde Robert-Cliche als Sohn von Serge Duval und Hélène Gagnon und Enkel von Jacques Duval und Luce Cloutier geboren. Im Jahr 2009, im Alter von 17 Jahren, verließ er seine Heimatstadt und zog nach Montreal.
Nach seinem Abschluss am Collège Lionel-Groulx im Jahr 2013 und seinem Besuch der Schauspielschule in Sainte-Thérèse, einer Rolle in der Web-Serie La Boîte à Malle und mehreren Stuntkursen erhielt Duval seine erste Filmrolle und spielte in Corbo von Mathieu Denis, der im September 2014 beim Toronto International Film Festival seine Premiere feierte und im Februar 2015 im Rahmen der Berlinale vorgestellt wurde, René. Im Jahr 2015 war er in der Fernsehserie Pour Sarah in der Rolle von Cédric zu sehen. Im Februar und März 2018 war Duval in der Rolle von Carl, einem von drei Brüdern, in Le Chemin des Passes-Dangereuses (im englischen Original Down Dangerous Passes Road) am Théâtre Jean-Duceppe zu sehen. Im gleichen Jahr spielte er in der Miniserie La Malédiction de Jonathan Plourde in sechs Folgen die Titelfigur. Eine Hauptrolle in einem Film erhielt er in Saint-Narcisse von Bruce LaBruce, der im September 2020 im Rahmen der Internationalen Filmfestspiele von Venedig seine Premiere feierte. Ebenfalls besetzte ihn Sophie Deraspe in ihrem Filmdrama Shepherds für die Hauptrolle.

## Filmografie (Auswahl)
- 2014: Corbo
- 2014: L'appareil de la Destruction (Kurzfilm)
- 2015: Pour Sarah (Fernsehserie, 10 Folgen)
- 2016: L'Échappée (Fernsehserie, 8 Folgen)
- 2018: Victor Lessard (Fernsehserie, 9 Folgen)
- 2018: La Malédiction de Jonathan Plourde (Fernsehserie, 6 Folgen)
- 2020: Saint-Narcisse
- 2024: Shepherds

## Auszeichnungen
Prix Gémeaux
- 2016: Nominierung als Bester Schauspieler (Pour Sarah)

Toronto Film Critics Association Award
- 2024: Auszeichnung für die Beste schauspielerische Leistung in einem kanadischen Film (Shepherds)[8]